# Je règle mon pas sur le pas de mon père
Pour plus de détails, voir Fiche technique et Distribution.
Je règle mon pas sur le pas de mon père est un film français réalisé par Rémi Waterhouse, présenté en 1999.

## Synopsis
À la mort de sa mère, Sauveur, apprenti cuisinier, apprend l'identité de son père, ancien délégué médical. Au premier contact téléphonique, ce dernier, Bertrand, se montre goguenard. Sauveur décide de le rencontrer en restant anonyme. C'est ainsi qu'il devient son associé dans de petites escroqueries dans le nord de la France.

## Fiche technique
Source : IMDb, sauf mention contraire
- Réalisation : Rémi Waterhouse
- Scénario : Éric Vicaut et Rémi Waterhouse
- Producteurs : Frédéric Brillion et Gilles Legrand
- Musique du film : Marc Beacco
- Directeur de la photographie : Patrick Blossier
- Montage : Mireille Leroy
- Distribution des rôles : Gérard Moulévrier
- Création des décors : Aline Bonetto
- Création des costumes : Sandrine Douat et Brigitte Nierhaus
- Société de production : Epithète Films, M6 Films, PolyGram Audiovisuel et SofyGram
- Pays de production :  France
- Genre : comédie dramatique
- Durée : 88 minutes
- Date de sortie :	
  - France : 14 avril 1999

## Distribution
- Jean Yanne : Bertrand
- Guillaume Canet : Sauveur
- Laurence Côte : Sandra
- Yves Rénier : Richard
- Philippe Laudenbach : L'escroc du golf
- Bernard Pinet : Paul
- Jean-Claude Durand : M. Bardonet
- Jean-Claude Cotillard : L'homme au catogan
- François Rollin : Ancien Baron
- Odile Roire : Nadja
- Pierre Megemont : M. Villemot
- Bernard Belin : Doucher
- Zazie Delem : Mme Chalon
- Lucien Jérôme : M. Chalon
- Gérard Abela : Policier Gare
- Christian Berthelin : Père de famille Ibis
- Zoon Besse : L'acheteur du Blouson
- Hélène Bizot : Hôtesse Ibis
- Bernard Chabin : Détenu
- Didier Cherbuy : Co-détenu
- Bruno De Baecque : L'interne
- Florence Denou : Guichetière gare
- Nicole Dubois : Archiviste
- Michel Ganz : Inspecteur de police
- Jennifer George : Serveuse Ibis
- Hans Norbert Groain : Maître chien
- Olivier Guilbert : Guichetier gare
- Emmanuel Legrand : Commissaire de police
- Lionel Meynard : Vendeur Cash & Sale
- Jean-Christophe Pagnac : Copain cuisto
- Denise Petitdidier : La Représentante
- Bernard Pinet : Chauffeur de Taxi
- Jean-Pierre Savinaud : Chef cuisinier
- Philippe Siboulet : Père du Bébé
- Kalinka Taïnoff : Stripteaseuse
- Marie Vinoy : Mère du Bébé